# Ole Ryborg
Ole Vigant Ryborg (født 20. maj 1964 i Vejle) er en dansk journalist og forfatter, som er fast tilknyttet som Bruxelleskorrespondent for Danmarks Radio siden 2011.

## Liv og karriere
Han blev uddannet i 1991, og har sidenhen været EU-korrespondent for en række danske medier. Ole Ryborg er desuden forfatter til flere bøger om de danske EU-forbehold og Amsterdamtraktaten.
Han fungerer som DR's NATO-korrespondent.
Ole Ryborg fik i 2023 efter MELD- og FELD sagen om misbrug af EU-midler, som blev rejst af Det Europæiske Kontor for Bekæmpelse af Svig mod Morten Messerschmidt fra Dansk Folkeparti, kritik af daværende DR-chef Thomas Falbe. Det skete, da det kom frem, at Ryborg havde delt sin research, inklusiv kilder, med antisvindelenheden i EU.

## Arbejdsgivere
- Notat
- Dagbladet Information
- Aktuelt
- Weekendavisen
- Ugebrevet Mandag Morgen
- Danmarks Radio P1

## Bøger og bidrag til spil
- Andersen, Bjørn Kassøe; Ryborg, Ole Vigant (1993). EF og offentlighed i forvaltningen : adgang til myndigheders oplysninger i EF og i de enkelte EF-medlemslande. Kbh.: Danske Dagblades Forening.
- Ryborg, Ole Vigant (1997). Fra Rom til Amsterdam. Albertslund: Schultz. ISBN 87-609-0184-5.
- Ryborg, Ole Vigant (1998). Det utænkelige nej - : historien om 6 måneder, 9 dage og 17 timer, der rystede Europa. Kbh., Albertslund: Information. ISBN 87-609-0249-3.
- Ryborg, Ole Vigant (2012). Så er der lukket - for det varme vand : et spil. EU-dilemmaspil. Kbh.: Europa-Kommissionen.
- Ryborg, Ole Vigant (2012). To gange jorden rundt - og så til bords : et spil. EU-dilemmaspil. Kbh.: Europa-Kommissionen.
- Ryborg, Ole Vigant (2012). Når bilen - er farligere end Bin Laden : et spil. EU-dilemmaspil. Kbh.: Europa-Kommissionen.
- Ryborg, Ole Vigant (2012). Lønnen - den taler vi ikke om : arbejdsmarked. EU-dilemmaspil. Kbh.: Europa-Kommissionen.
- Ryborg, Ole Vigant (2012). Lad dem bare sejle - deres egen sø : et spil. EU-dilemmaspil. Kbh.: Europa-Kommissionen.